# ایلیا تولستوی
کنت ایلیا لوویچ تولستوی (به روسی: Илья́ Льво́вич Толсто́й) (۲۲ می ۱۸۶۶–۱۱ دسامبر ۱۹۳۳) نویسندهٔ روسی، سومین فرزند و دومین پسر لئو تولستوی بود.

## اوایل زندگی
ایلیا در یاسنایا پولیانا به دنیا آمد و بیشتر جوانیِ خود را در آنجا سپری کرد تا اینکه در ۱۸۸۱ خانواده‌اش در مسکو ساکن شدند. او تحصیلات ابتدایی را در خانه گذراند. مادرش خواندن و نوشتن را ابتدا به زبان روسی و سپس به فرانسوی و انگلیسی به او آموخت. پدرش نیز ریاضیات و سپس زبان‌های یونانی و لاتین آموزش داد. ایلیا هم همانند خواهران و برادرانش، توسط معلمان خصوصی آموزش دیدند.

لئو تولستوی در نامه‌ای در سال ۱۸۷۲ به پسرعموی پدرش الکساندرا آندریونا تولستایا که در وصف پسرانش نوشته شده، ایلیا را اینگونه توصیف کرد:
ایلیا، سومی، هرگز در زندگی‌اش بیمار نبوده است. استخوانِ پهن، سفید و صورتی، درخشان، ضعیف در یادگیریِ درس. همیشه یه چیزی فکر می‌کند که از فکر کردن به آن منع شده است. بازی‌های مخصوص به خودش را اختراع می‌کند. تندخو و خشن، می‌خواهد یکباره دعوا کند. اما همچنین مهربان و بسیار حساس است. احساسی؛ عاشق غذا خوردن و دروغ گفتن و خوابیدن و هیچ‌کاری انجام ندادن. وقتی ژلهٔ توت و گندم سیاه می‌خورد، لب‌هایش به خارش می‌افتند. مستقل در همه‌چیز. وقتی گریه می‌کند، درعین‌حال شرور و وحشتناک است. وقتی می‌خندد، دیگران هم می‌خندند. هر آنچه حرام است، او را مجذوب می‌کند؛ بی‌درنگ آن را می‌شناسد.
در ۱۸۸۱ ایلیا به قصدِ ادامه تحصیل وارد یک گومنازیوم شد. پدرش ابتدا در نظر داشت که او در مدرسهٔ دولتی تحصیل کند، اما از امضای اعلامیهٔ وفاداری ایلیا به تزار که برای ورود به مدرسه لازم بود، خودداری کرده بود.

## حرفه
ایلیا قبل از فارغ‌التحصیلی، مدرسه را ترک کرد و وارد خدمت سربازی در سومی شد. در ۱۸۸۸ نیز با سوفیا فیلسوفوا ازدواج کرد. پس از دوران افسری، کارمند بانک و سپس به عنوان نماینده در یک شرکت بیمه مشغول به کار شد. او در طول قحطی روسیه در سال‌های ۱۸۹۱–۱۸۹۲ در کمک‌رسانی‌های امدادی، به پدرش کمک کرد. در طول جنگ جهانی اول برای صلیب سرخ کار می‌کرد. در روزنامه‌نگاری نیز دستی بر آتش داشت و سال ۱۹۱۵ روزنامهٔ روسیهٔ جدید را تأسیس نمود.
در ۱۹۱۶، ایلیا روسیه را ترک گفت و به ایالات متحده سفر کرد. در طی این سفر، از بیشتر ایالت‌ها بازدید، و دربارهٔ زندگی و حرفهٔ پدرش سخنرانی کرد.
تور سخنرانیِ او در ۱۹۱۷ به پایان رسید و به روسیه بازگشت، اما با به قدرت رسیدن بلشویک‌ها در اواخر همان سال، بار دیگر کشور را ترک کرد. ایلیا به پاریس نقل مکان کرد و مدتی بعد هم به ایالات متحده بازگشت. در آنجا با نادین پرچینا ازدواج کرد که بعدها یکی از نزدیک‌ترین شاگردان استاد روحانی مهر بابا شد. این دومین ازدواج هردویشان بود. آن‌ها به واتربری، کنتیکت نقل مکان کردند و ایلیا در آنجا به سخنرانی و نوشتن ادامه داد. او برخی از گنجینه‌های خانوادگی‌اش را که از روسیه برای جمع‌آوری پول در سال ۱۹۲۲ آورده بود، گرو گذاشت. سپس در ۱۹۲۵، به همراه نویسندهٔ روسی جورج گربنسچیکوف، به شهر کوچک ساوت‌بوری، کنتیکت نقل مکان و در جنوب غربی آنجا یک جامعهٔ روسی تأسیس کرند. او در ۱۹۲۶ به‌طور موقت ساکن کالیفرنیا شد تا بر روی نسخه سینمایی رمان پدرش، رستاخیز، کار کند.
ایلیا تولستوی در دسامبر ۱۹۳۳ در نیوهیون، کانکتیکات درگذشت.
ایلیا را بیشتر به خاطر تألیف کتاب خاطرات تولستوی که در آن به خاطرت پدرش پرداخته است، می‌شناسند. او همچنین رمان کوتاه جسد را در ۱۸۹۰ نوشت اما بعد از مرگش منتشر شد. همچنین داستانی از او با نام یک حرامزاده کمتر در ۱۹۰۵ در مجلهٔ اندیشهٔ روسی منتشر شد.

## ترجمه‌های انگلیسی
- خاطرات تولستوی، چپمن و هال، لندن، ۱۹۱۴ (در آرشیو اینترنت).
- خاطرات تولستوی، شرکت قرن، نیویورک، ۱۹۱۴ (در Google Books).
- تولستوی، پدر من: خاطرات، Cowles Book Company، شیکاگو، 1971. (در آرشیو اینترنت).